# Вейга (река)
Вейга — река на северо-западе России, протекает по Приморскому и Онежскому районам Архангельской области.
Река находится на Онежском полуострове. Устье реки находится на Онежском берегу Онежской губы Белого моря, между устьями Пурнемы и Ухты. Длина реки 49 км. Правый приток — Сухая Ростонь.
Бассейновый округ — Двинско-Печорский бассейновый округ. Водохозяйственный участок — Реки бассейна Онежской губы от западной границы бассейна реки Унежма до северо-восточной границы бассейна реки Золотица (Летняя Золотица) без реки Онега.
Код водного объекта в государственном водном реестре — 03010000212103000004144.

## Карта
- Лист карты Q-37-31,32 Каневка. Масштаб: 1 : 100 000. Состояние местности на 1982 год. Издание 1988 г.